# Serge (religieus)

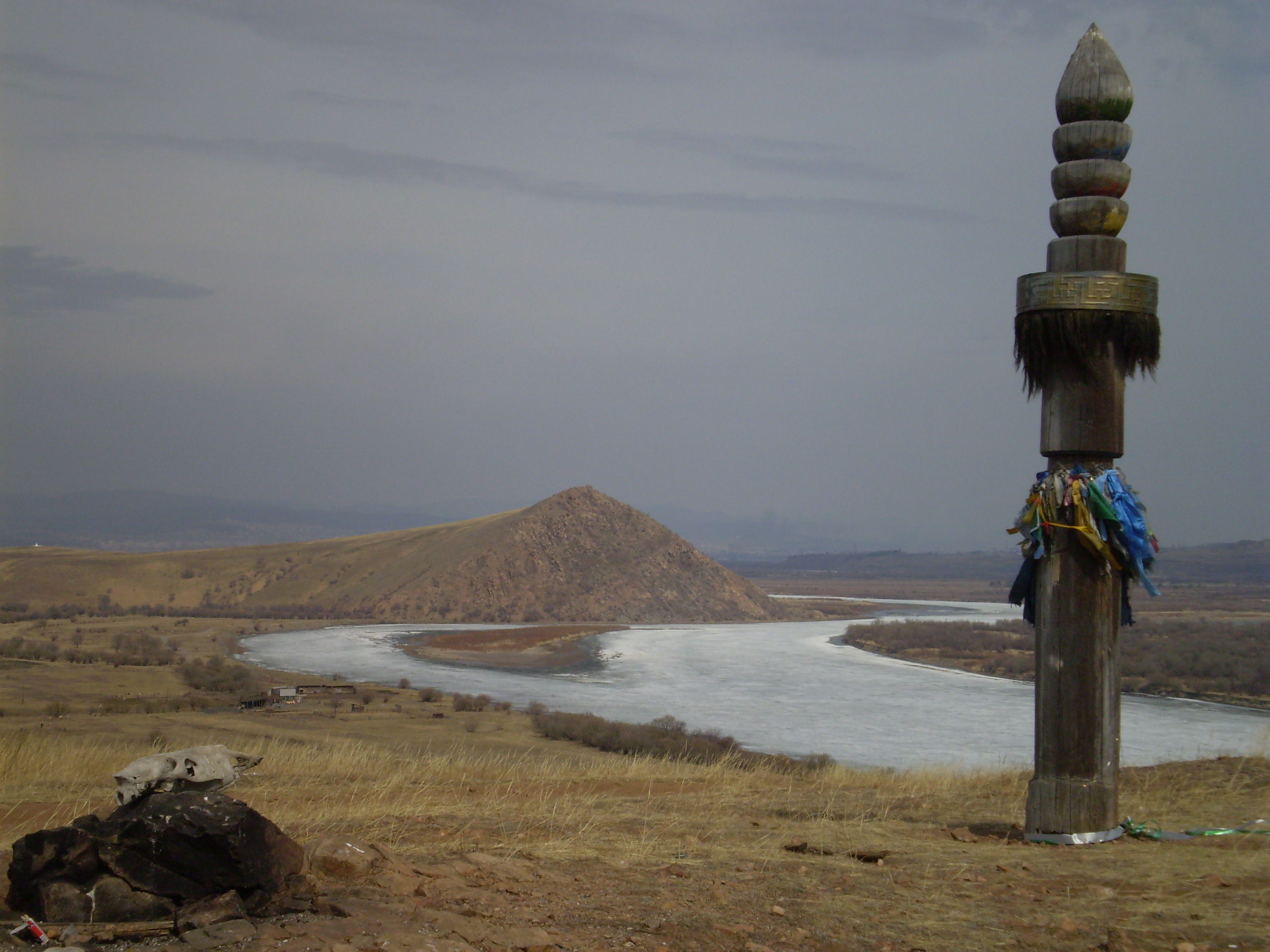
Serge bij 'kampement Gesera' bij de rivier de Selenga

Een serge (Boerjatisch voor "paal" of "tuier") is een rituele paal of boom bij de Boerjaten en Jakoeten. De serge wordt geplaatst om aan te geven dat de betreffende plek een eigenaar heeft. Een serge staat bijvoorbeeld als paal bij de ingang van een joert of bij de poort van een woning om aan te geven dat zolang de serge er staat, het gezin er blijft leven. Een serge kan volgens de traditie niet worden vernietigd, maar kan alleen in verval raken.
De serge wordt wel verbonden met de paardencultus, daar zowel de gastheren als de gasten hun paarden eraan vastbonden. Tevens is het een symbool van de wereldboom die de drie werelden verenigt: Op de paal worden drie horizontale groeven uitgesneden, waarbij de bovenste bedoeld is om de paarden van de hemelse bewoners uit de bovenwereld te binden, de middelste bedoeld is voor de paarden van mensen en de onderste voor de paarden van de onderwereld.
Vroeger werden serges bij elke joert geplaatst en ook bij de initiatie van de sjamaan (de sjanar-rite). Bij de begraafplaatsen van de sjamanen werden zeer hoge serges geplaatst voor de eenwording van goden en geesten. Ook werden op deze begraafplaatsen serges geplaatst in de vorm van stenen obelisken (hertenstenen). De beroemdste van deze stenen is de Altan-Serge ("gouden paal"), bevindt zich in de datsan Tamtsjinski in de Boerjatische plaats Goesinoje Ozero.

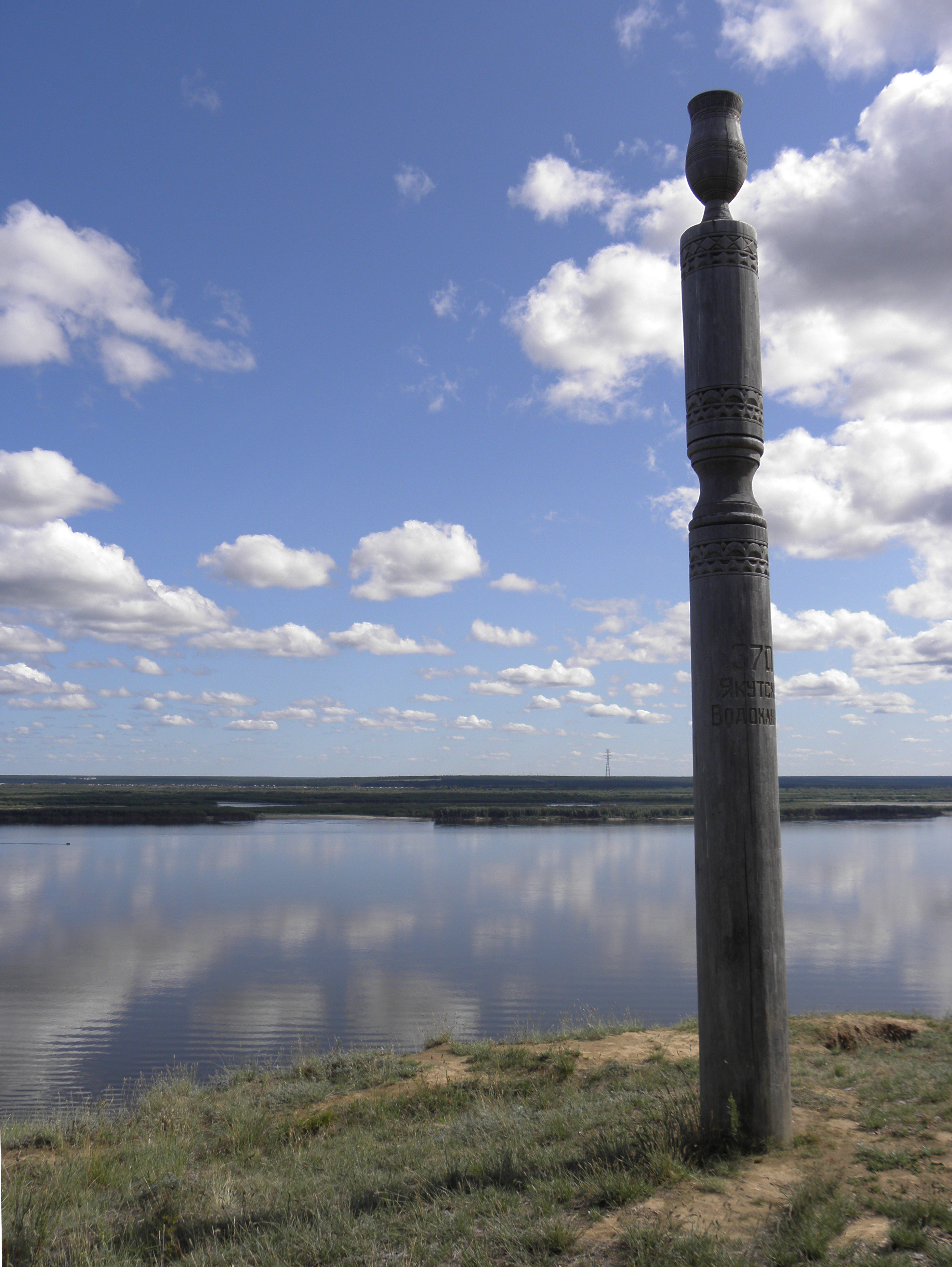
Serge bij Kaap Tabaginski aan de Lena
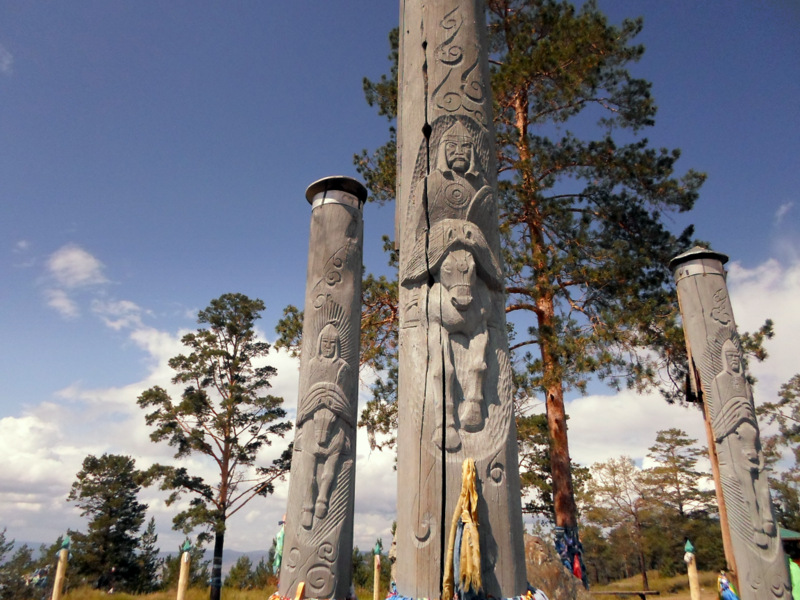
Serges in 'kampement Gesera' op een bergpas van het Monostojgebergte in Boerjatië
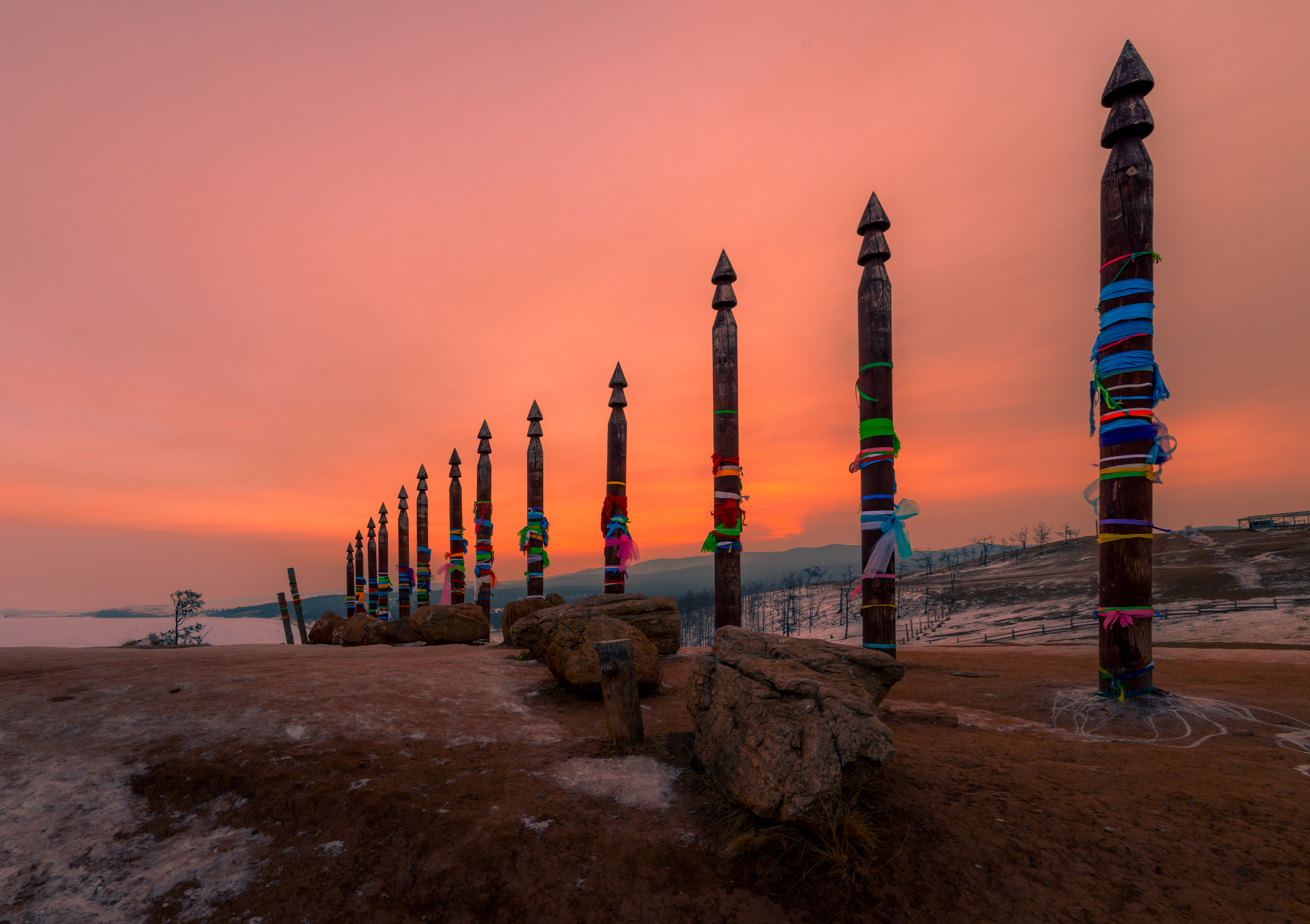
Een serie serges bij Kaap Boerchan op het eiland Olchon in het Baikalmeer